# TT361
La tombe thébaine TT 361 est située à Deir el-Médineh, dans la nécropole thébaine, sur la rive ouest du Nil, face à Louxor en Égypte.
C'est la sépulture de Qeh, charpentier dans la Place de Vérité de Deir el-Médineh qui œuvrait durant les règnes de Ramsès II ou Mérenptah.

## Description
La tombe est intégrée dans un complexe funéraire familial qui englobe sur une vaste terrasse de vingt-huit mètres de long sur quatorze mètres de large les tombeaux de son petit-fils Inerkhâou (TT359), de son fils Qeh (TT360) et de lui-même (TT361).